# Gitáros fiú a régi képtárban
A Gitáros fiú a régi képtárban 1964-ben bemutatott magyar animációs film, amelyet Kovásznai György írt és rendezett.

## Rövid tartalom
Milyen érzések támadnak egy férfiban egy szép akt láttán...

## Alkotók
- Írta és rendezte: Kovásznai György
- Zenéjét szerezte: Sztevanovity Zorán és együttese
- Operatőr: Klausz Alfréd
- Hangmérnök: Bélai István
- Vágó: Czipauer János
- Festette és tervezte: Korniss Dezső
- Asszisztensek: Eötvös Imréné, Kökény Anikó, Mannász Márta, Németh Kálmánné
- Színes technika: Boros Magda, Dobrányi Géza
- Gyártásvezető: Bártfai Miklós, László Andor

Készítette a Pannónia Filmstúdió